# The Experiment - Cercasi cavie umane
The Experiment - Cercasi cavie umane (Das Experiment) è un film del 2001 diretto da Oliver Hirschbiegel, tratto dal romanzo Black Box di Mario Giordano, a sua volta basato sugli eventi relativi all'esperimento carcerario di Stanford condotto nel 1971 dallo psicologo statunitense Philip Zimbardo.

## Trama
Il tassista ed ex reporter Tarek Fahd legge su un giornale la pubblicità di un esperimento organizzato da una squadra di psicologi, nel quale per due settimane dei volontari, in cambio di 4.000 marchi (circa 2.000 euro), dovranno impersonare guardie e detenuti in una finta prigione. Pensando di poterne ricavare un buono scoop, va a parlarne al suo ex caporedattore. Si procura anche degli occhiali che possono inviare video ad un videoregistratore portatile camuffato da walkman.
Ma il primo avvertimento che viene dato ai volontari è che coloro che verranno selezionati per impersonare dodici detenuti dovranno rinunciare a gran parte della loro privacy e dei loro diritti civili. In compenso è espressamente vietato qualunque atto di violenza da parte di chiunque, pena l'espulsione. I volontari che dovranno impersonare otto guardie avranno il compito di assicurare il rispetto delle regole e mantenere l'ordine. L'esperimento verrà tenuto sotto videosorveglianza 24 ore su 24 e potrà venir sospeso o interrotto in qualunque momento. Prima dell'inizio dell'esperimento, Tarek ha un incidente stradale con Dora. La ragazza torna dal funerale del padre, la cui morte l'ha profondamente scossa. I due passano la notte insieme, ma dall'indomani Dora perde le tracce di Tarek.
L'esperimento ha inizio. Sulle prime i detenuti vedono l'esperimento come un gioco, prendono poco sul serio le guardie e canzonano il tentativo di queste di mantenere un rigoroso ordine. Il clima inizia però a cambiare fin dall'ora di pranzo del primo giorno, a causa del comportamento di Tarek, che inizia a sfidare con serietà il potere delle guardie: al prigioniero Schütte, infatti, viene intimato di bere il suo latte (una delle regole è che i pasti vanno consumati per intero), ma Schütte dichiara che il latte gli fa male. Di fronte alle insistenze del secondino Eckert, che nella vita impersona Elvis Presley, Tarek beve il latte di Schütte.
La prima rivolta collettiva, innescata anch'essa da Tarek, avviene dopo sole 36 ore. Le guardie iniziano a vederlo come un elemento di disturbo, tanto che il terzo giorno lo portano in un locale privo di telecamere per vendicarsi su di lui fisicamente e consigliargli di far richiesta agli psicologi di abbandonare l'esperimento. Le guardie, guidate da un senso fanatico delle regole, si sono presto trasformate in carnefici, umiliando i prigionieri, insultandoli, facendo uso della violenza. La tensione generale tra i detenuti peggiora di ora in ora, al punto che al quinto giorno la dottoressa Grimm, ritenendo che l'esperimento stia prendendo una piega pericolosa e abbia già fornito dati a sufficienza, propone di interrompere tutto. L'esperimento invece viene lasciato andare avanti e per di più il professor Thon, che sta a capo dell'équipe, si assenta per un giorno. Nel frattempo, un compagno di cella di Tarek, Steinhoff, ha capito che è un giornalista. A sua volta Tarek ha compreso che Steinhoff è un militare, incaricato di studiare da vicino l'esperimento.
Per i detenuti è previsto un giorno di visita. Tarek prevede di incontrare il proprio caporedattore, ma all'appuntamento si presenta Dora, che cercandolo nel suo appartamento vi si è installata e ha rintracciato il contratto che lega Tarek all'esperimento. Durante la visita Dora invita Tarek ad andare immediatamente via con lei, ma Tarek si rifiuta di lasciare la prigione e informa la donna che tramite una guardia, Bosch, le farà avere qualcosa, pregandola di consegnare il tutto al caporedattore e di aspettare i nove giorni che restano perché l'esperimento finisca.
La guardia Berus, però, scopre il gioco di Bosch, si presenta al suo posto alla caffetteria e dice a Dora che Tarek ha cambiato idea. Interpretando le manovre di Bosch e Tarek come un sabotaggio e che tutto sia stato congegnato fin dall'inizio per mettere le guardie alla prova, Berus propone l'isolamento totale dall'esterno sia della prigione che delle sale di controllo. Tarek viene rinchiuso in isolamento nella black box. Schütte si oppone al maltrattamento di Tarek e quindi viene pestato a sangue e imbavagliato e legato su una sedia, in seguito muore soffocato per via nel naso sanguinante che si secca e il nastro adesivo che gli tiene la bocca chiusa.
Bosch stesso, colpevole di aver tradito la sua fazione, finisce tra i prigionieri. Lars, uno dei ricercatori che controlla l'andamento dell'esperimento, tenta di contattare il professor Thon (che è andato a una conferenza) ma viene catturato dalle guardie e imprigionato. Anche la dottoressa Grimm viene imprigionata quando giunge sul posto. Eckert ha portato con sé una pistola scacciacani per vedere l'effetto che avrà sui prigionieri. La stessa guardia cerca anche di stuprare la dottoressa Grimm, ma Tarek riesce a liberarsi dalla black box grazie a un cacciavite che ha trovato e, con l'aiuto di Steinhoff, salva Grimm in tempo mettendo Eckert KO, per poi liberare i prigionieri e aprire un varco per la fuga rimuovendo un pannello di plastica di una cella con il cacciavite. Intanto Thon riceve l'ultimo messaggio di Lars e si precipita indietro per terminare l'esperimento.
Mentre Tarek e Steinhoff restano indietro per tenere testa a Berus, il professor Thon ritorna nella prigione e va incontro a Eckert, che gli spara accidentalmente ferendolo in testa con la scacciacani. Bosch, che si era perso, arriva in tempo per vedere ciò che ha commesso Eckert, perde completamente la ragione e lo uccide furiosamente colpendolo con un estintore. Dora, che era tornata per Tarek, va incontro a Bosch e raccoglie la pistola appartenuta a Eckert, usandola per ferire le altre guardie mentre queste combattono contro Tarek e Steinhoff. Alla fine rimane solo Berus, che viene sconfitto e quasi strangolato da Steinhoff per tutto quello che ha causato, ma Tarek riesce a convincerlo di risparmiargli la vita.
Un telegiornale riporta le morti di Schütte e di Eckert e l'arresto di Berus per i crimini commessi e Thon per avere consentito un esperimento illegale e non etico.

## Produzione

### Cast
Detenuti
- Moritz Bleibtreu: Tarek Fahd - numero 77
- Christian Berkel: Steinhoff - numero 38
- Oliver Stokowski: Schütte - numero 82
- Wotan Wilke Möhring: Joe - numero 69
- Stephan Szasz: numero 53
- Polat Dal: numero 40
- Danny Richter: numero 2
- Ralf Müller: numero 15
- Markus Rudolf: numero 74
- Peter Fieseler: numero 11
- Thorsten Dersch: numero 86
- Sven Grefer: numero 94

Guardie
- Justus von Dohnányi: Berus
- Nicki von Tempelhoff: Kamps
- Timo Dierkes: Eckert
- Antoine Monot Jr.: Bosch
- Lars Gärtner: Renzel
- Jacek Klimontko: Gläser
- Markus Klauk: Stock
- Ralph Püttmann: Amandy

Psicologi
- Edgar Selge: Professor Dr. Klaus Thon
- Andrea Sawatzki: Dottoressa Jutta Grimm
- Philipp Hochmair: Lars

## Riconoscimenti
- 2001 – Noir in Festival
  - Menzione speciale

## Remake
- The Experiment, regia di Paul Scheuring (2010)